# Rynek w Makowie Podhalańskim
Rynek – plac w Makowie Podhalańskim, który od XVIII wieku stanowi centrum miejscowości - pierwotnie wsi, a od 1840 roku miasta. Wcześniej głównym placem osady był tzw. Stary Rynek.
Makowski rynek ma kształt nieregularnego wielokątu. Przez południową część placu przebiega droga krajowa nr 28 (ul. Wolności i 3 Maja). Z północnej części wybiegają trzy ulice: Kochanowskiego, Kościelna (prowadzi do makowskiego kościoła parafialnego) i Sienkiewicza.
Do XIX wieku zabudowa placu była drewniana. Pod koniec XIX wieku pojawiły się pierwsze murowane budynki: w 1896 roku powstała siedziba Krajowej Szkoły Hafciarskiej (bazującej na tradycji haftu makowskiego), a w 1898 roku budynek magistratu. Proces przekształcania zabudowy rynkowej przyspieszył pożar w 1916 roku, który zniszczył 56 budynków przy placu i ul. Kościelnej. W 1934 roku nawierzchnię rynku zniszczyła powódź. W kolejnych latach na placu postanowiono stworzyć łąkę, którą zagospodarowano w okresie po II wojnie światowej nasadzając drzewa, wytyczając ścieżki spacerowe i stawiając ławki. Katastrofalne zniszczenia na rynku i sąsiadujących ulicach przyniosła lokalna powódź w lipcu 2001 roku. Po tym zdarzeniu odtworzono rynkową infrastrukturę oraz tereny zieleni.
W północnej części placu znajduje się, osadzona na kolumnie, barokowa figura Matki Bożej Niepokalanie Poczętej z XVIII wieku. W 2002 roku południowej części rynku odsłonięty został Pomnik Nieznanego Żołnierza i Ofiar Wojny. W 2018 roku w środkowej części placu uruchomiono nową fontannę, nazwaną Fontanną Herbową, którą tworzą trzy makówki nawiązujące do herbu miasta oraz postać hafciarki.

## Galeria

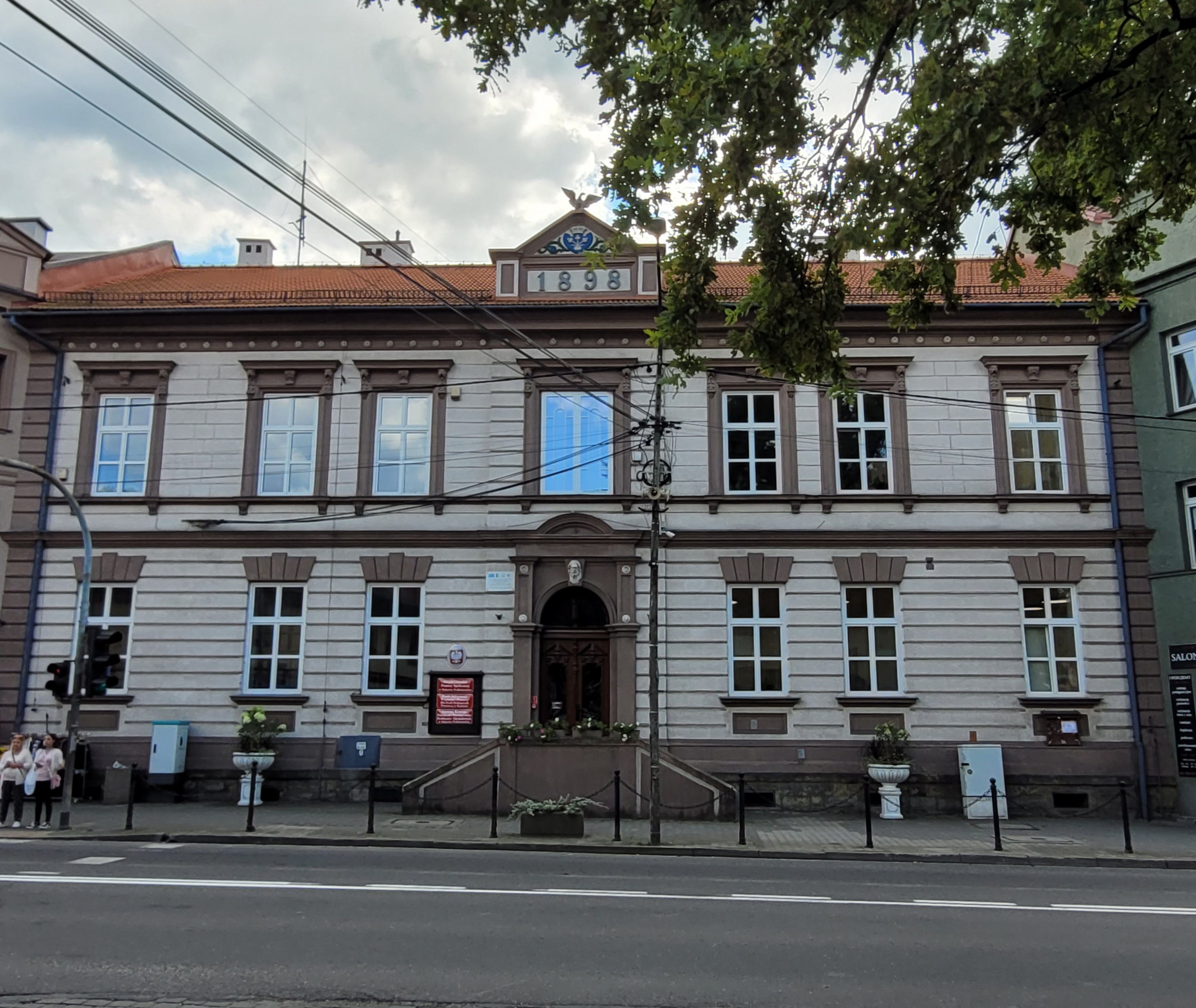
Budynek dawnego magistratu Makowa z 1898 r.
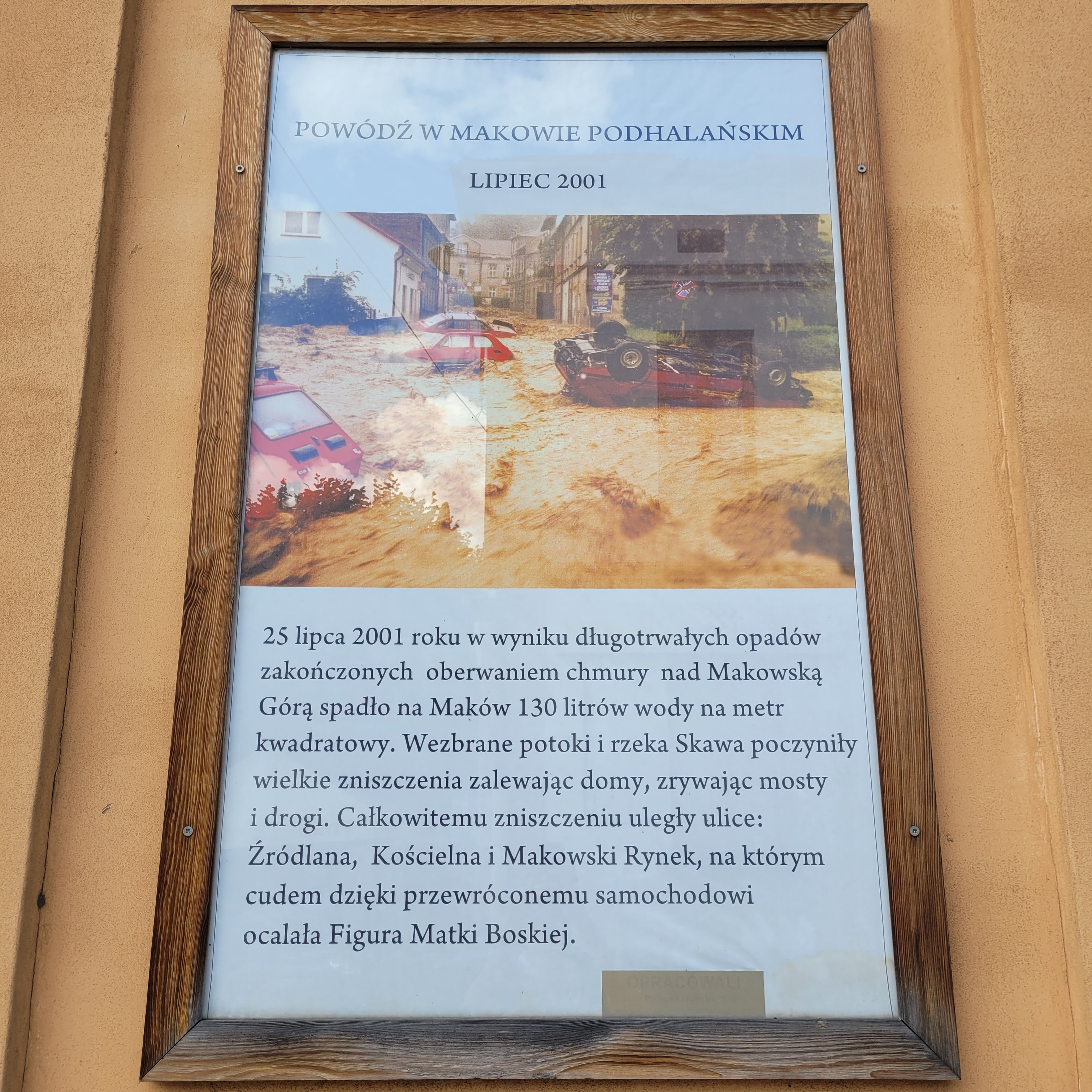
Tablica upamiętniająca powódź z lipca 2001 r. - na zdjęciu widoczna północna część Rynku i ul. Kościelna
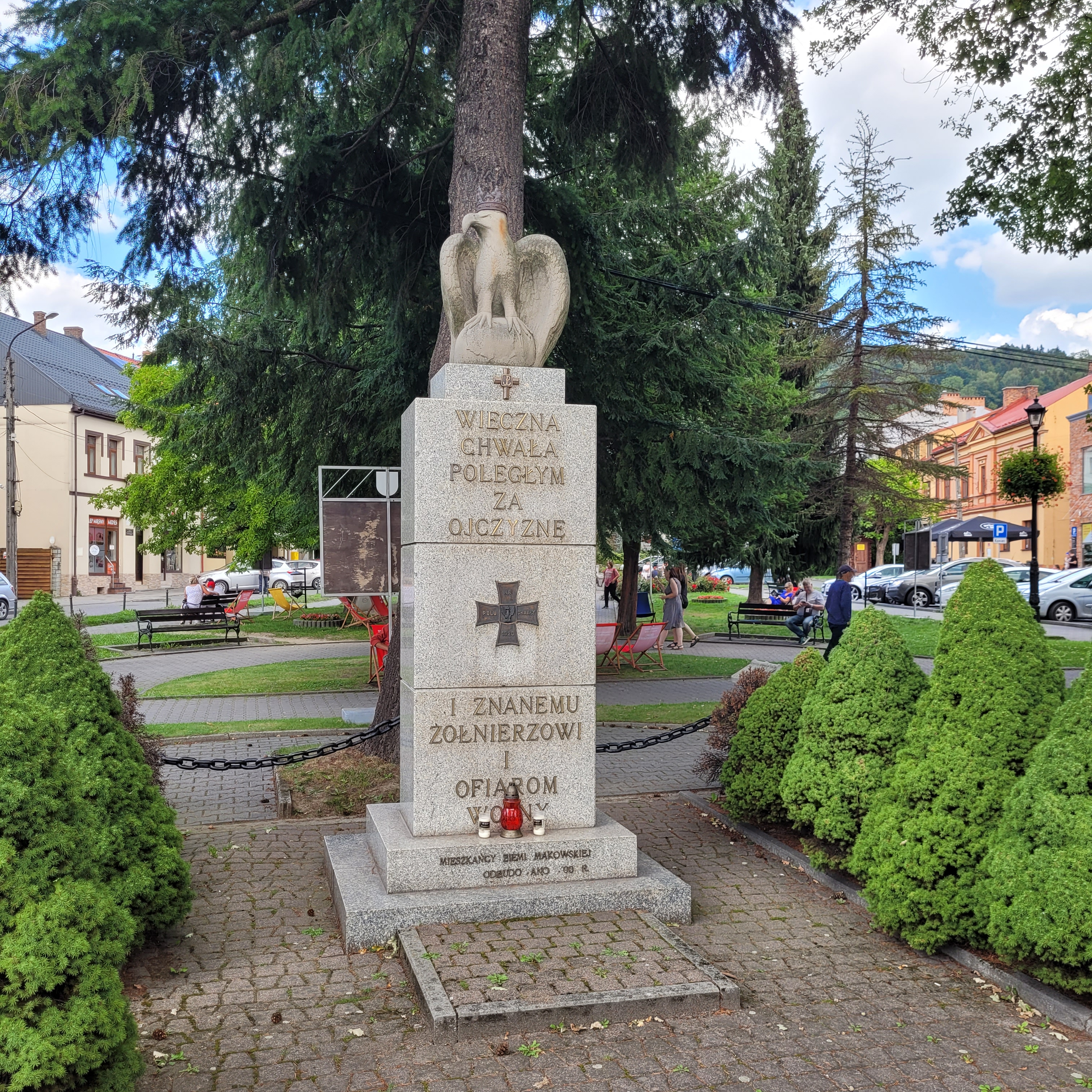
Pomnik Nieznanego Żołnierza i Ofiar Wojny z 2002 r.
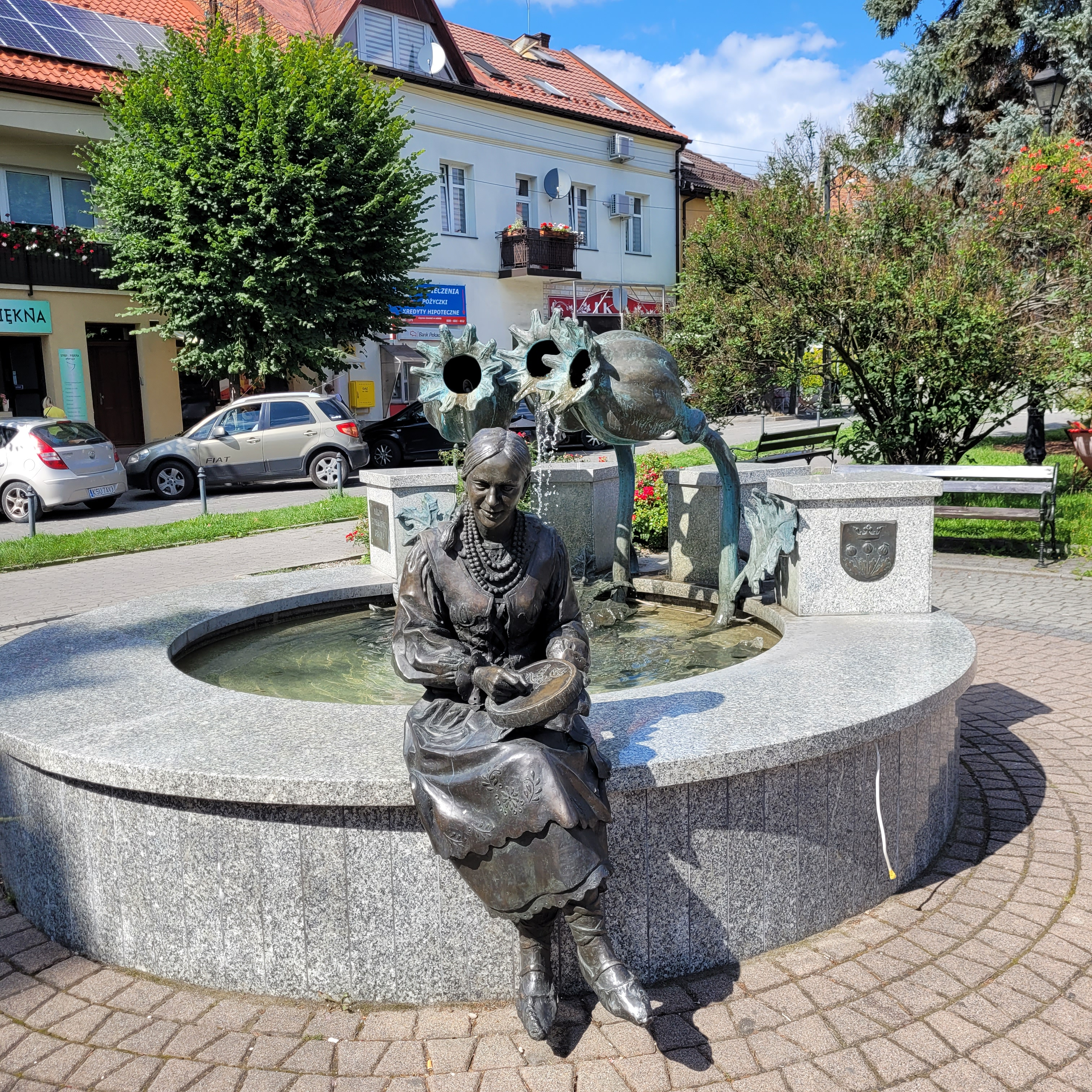
Fontanna Herbowa i Pomnik Hafciarki z 2018 r.